# Ефект охолодження
У правовому контексті ефект охолодження або стримувальний ефект (англ. Chilling effect) — стримування або перешкоджання законному здійсненню природних і юридичних прав через загрозу юридичної санкції. Ефект охолодження може бути викликаний юридичними діями, такими як ухвалення закону, рішення суду або загроза судового позову; будь-які правові дії, які можуть змусити людей вагатися здійснити законне право (свобода слова чи інше) через страх юридичних наслідків. Коли цей страх викликано загрозою позову за наклеп, це називається охолодженням щодо наклепу (англ. libel chill). Позов, ініційований спеціально з метою створення охолоджувального ефекту, можна назвати стратегічним позовом проти участі громадськості (англ. Strategic lawsuit against public participation, SLAPP).
«Охолодження» в цьому контексті зазвичай передбачає небажане уповільнення. Поза правовим контекстом загального вжитку, будь-який примус або загроза примусу (чи інші неприємності) може справити охолоджувальний ефект на групу людей щодо конкретної поведінки, який часто можна статистично виміряти або чітко спостерігати. Приклади: заголовок новини «Сплески цін на страхування від повеней спричиняють охолоджувальний вплив на продажі житла»; абстрактна назва двочастинного опитування 160 студентів коледжу, які брали участь у стосунках на побаченнях: «Охолоджувальний вплив загрози агресії на вираження скарг в інтимних стосунках».

## Використання
У законодавстві Сполучених Штатів і Канади термін «ефект охолодження» означає стримувальний вплив, який нечіткі або надмірно широкі закони можуть мати на законну мовленнєву діяльність.
Однак зараз цей термін також широко використовують за межами американського юридичного жаргону, наприклад, коли йдеться про охолоджувальний ефект високих цін або корумпованої поліції, або «передбачуваних агресивних наслідків» (скажімо, в особистих стосунках).
Ефект охолодження  — це ефект, який зменшує, пригнічує, перешкоджає, сповільнює або іншим чином затримує повідомлення про будь-які занепокоєння.
Прикладом «ефекту охолодження» в прецедентному праві Канади є справа Iorfida v. MacIntyre, у якій сторона оскаржила конституційність кримінального закону, який забороняє публікацію літератури, що описує вживання заборонених наркотиків. Суд дійшов висновку, що закон «охолоджує» законні форми вираження думок і може задушити політичні дебати з таких питань, як легалізація марихуани. Суд зазначив, що він не застосовував той самий аналіз «ефекту охолодження», який використовується в американському законодавстві, але розглядав ефект охолодження закону як частину свого власного аналізу.
Щодо справи Омера Фарука Гергерліоглу в Туреччині, Управління Верховного комісара ООН з прав людини (УВКПЛ) заявило, що зловживання Туреччиною контртерористичними засобами може негативно вплинути на здійснення основних свобод і прав людини.

## Історія
Термін ефект охолодження використовується в США ще з 1950 року. Верховний суд США вперше посилається на «ефект охолодження» в контексті Конституції США у справі Вімана проти Апдеґраффа 1952 року
Однак, як юридичний термін його стали використовувати, коли суддя Верховного суду США Вільям Бреннан вжив його в судовому рішенні (Ламонт проти генерального поштмейстера), яке скасовувало закон, що вимагав від поштового патрона отримувати спеціальний дозвіл на доставку «комуністичної політичної пропаганди».
Справа Ламонта, однак, не була зосереджена навколо закону, який прямо пригнічує свободу слова. «Ефект охолодження», про який йшлося в той час, був «стримувальним ефектом» для свободи вираження поглядів, навіть якщо немає закону, який би це прямо забороняв. Однак, загалом, термін «ефект охолодження» також використовують стосовно законів або дій, які можуть непрямо забороняти законне мовлення, а скоріше надмірно обтяжувати мовлення.

### Ефект охолодження для користувачів Вікіпедії
У 2013 році Едвард Сноуден заявив, що програма Upstream уряду США збирала дані про людей, які читають статті у Вікіпедії. Це відкриття суттєво вплинуло на самоцензуру читачів, про що свідчить той факт, що значно зменшилася кількість переглядів статей, пов'язаних із тероризмом і безпекою. Після цього розпочався судовий розгляд Фонду Вікімедіа проти АНБ.